# Hít vào

Sơ đồ cho thấy đường hô hấp khi hít vào.

Hít vào xảy ra khi không khí hoặc các loại khí khác đi vào phổi.

## Hít vào không khí
Hít vào không khí, là một phần của chu kỳ thở, là một quá trình sống còn đối với toàn bộ cuộc sống của con người. Quá trình này là tự động (mặc dù có một số trường hợp ngoại lệ ở một số trạng thái bệnh) và không cần kiểm soát hoặc nỗ lực có ý thức. Tuy nhiên, hơi thở có thể được kiểm soát hoặc gián đoạn một cách có ý thức (trong giới hạn nhất định).
Thở cho phép oxy (mà con người và rất nhiều loài khác cần để sống sót) đi vào phổi, từ đó nó có thể được hấp thụ vào máu.

## Các chất khác - hít vào do tình cờ
Ví dụ về việc hít phải vô tình bao gồm hít phải nước (ví dụ như khi chết đuối), khói, thức ăn, chất nôn và các chất lạ ít phổ biến hơn  (ví dụ như mảnh răng, đồng xu, pin, bộ phận đồ chơi nhỏ, kim tiêm).

## Các chất khác - hít vào có chủ ý

### Sử dụng giải trí
Đúng luật - heli, oxit nitơ (" khí gây cười ")
Bất hợp pháp - nhiều loại thuốc giải trí dạng khí, hơi hoặc khí aerosol

### Sử dụng trong y tế

#### Chẩn đoán
Các cuộc điều tra chuyên ngành khác nhau sử dụng việc hít phải các chất đã biết cho mục đích chẩn đoán. Các ví dụ bao gồm kiểm tra chức năng phổi (ví dụ kiểm tra rửa nitơ, kiểm tra khả năng khuếch tán (carbon monoxit, helium, methane)) và chẩn đoán X quang (ví dụ đồng vị xenon phóng xạ).

#### Trị liệu
Khí và các loại thuốc khác được sử dụng trong gây mê bao gồm oxy, oxit nitơ, heli, xenon, chất gây mê dễ bay hơi. Thuốc trị hen suyễn, bệnh sùi mào gà, xơ nang và một số bệnh khác.